# Mol·luscs
Els mol·luscs (Mollusca) constitueixen un embrancament d'animals invertebrats. Se'n coneixen unes 93.000 espècies vivents, cosa que en fa l'embrancament marí més nombrós: conté un 23% de tots els organismes marins coneguts. Els representants d'aquest embrancament ocupen una gran varietat d'hàbitats, incloent-hi el medi marí, l'aigua dolça i l'entorn terrestre. Els mol·luscs són un grup molt diversificat en mida, anatomia estructural, comportament i hàbitat.
L'embrancament normalment es divideix en nou o deu classes taxonòmiques, de les quals dues estan extintes. Els gastròpodes (cargols i llimacs) són de lluny els mol·luscs més nombrosos pel que fa a espècies classificades, i sumen el 80% del nombre total d'espècies de mol·luscs conegudes. Els mol·luscs cefalòpodes, com els calamars, sèpies i pops, es troben entre els invertebrats amb un sistema neurològic més avançat. O bé el calamar gegant o bé el calamar colossal és l'invertebrat més gros conegut.
La paraula mol·lusc prové del llatí molluscus, de mollis, ‘tou’. Al seu torn, molluscus era una adaptació del μαλάκια, ‘coses toves’, d'Aristòtil, que va aplicar a la sèpia.
L'estudi científic dels mol·luscs s'anomena malacologia.

## Diversitat
Hi ha unes 93.000 espècies de mol·luscs descrites, que inclouen el 23% del total d'organismes marins descrits. Els mol·luscs són els segons, per sota dels artròpodes, pel que fa al nombre total d'espècies animals vivents –molt per darrere dels artròpodes (1.113.000), però molt per davant dels cordats (52.000). S'ha estimat que actualment n'hi ha unes 200.000 espècies en total, i 70.000 espècies fòssils, tot i que el nombre total d'espècies de mol·luscs que han existit, tan si s'han preservat com si no, pot haver sigut moltes vegades superior al nombre d'espècies presents avui en dia.
Els mol·luscs tenen una quantitat de formes més variades que qualsevol altre embrancament animal –cargols i altres gastròpodes, cloïsses i altres bivalves, calamars i altres cefalòpodes, i altres subgrups menys coneguts però també distintius. La major part de les espècies encara viuen als oceans, des de la costa fins a la zona abissal, però alguns són membres significatius dels ecosistemes d'aigua dolça i terrestres. Són extremadament diversos a les regions tropicals i temperades, però es poden trobar en totes les latituds. Un 80% de totes les espècies conegudes de mol·luscs són gastròpodes. Els cefalòpodes com els calamars, sèpies i pops es troben entre els invertebrats neurològicament més avançats. El calamar gegant, que fins fa poc no s'havia observat viu en forma adulta,
és un dels invertebrats més grossos. Tanmateix, un espècimen recentment capturat de calamar colossal, que feia 10 metres de longitud i pesava 500 kg, el podria haver superat.
Els mol·luscs d'aigua dolça i terrestres són excepcionalment vulnerables a l'extinció. Les estimacions del nombre de mol·luscs no marins varia àmpliament, en part perquè moltes regions no han estat investigades a fons i no hi ha prou especialistes en la classificació d'aquests animals. Tanmateix, l'any 2004 la llista vermella de la UICN d'espècies amenaçades va incloure prop de 2.000 mol·luscs no marins amenaçats. Per tal de comparar, la gran majoria d'espècies de mol·luscs són marines, però només 41 d'aquestes apareixen a la llista vermella de l'any 2004. El 42% de les extincions registrades des de l'any 1500 són de mol·luscs, quasi tots no marins.

## Morfologia

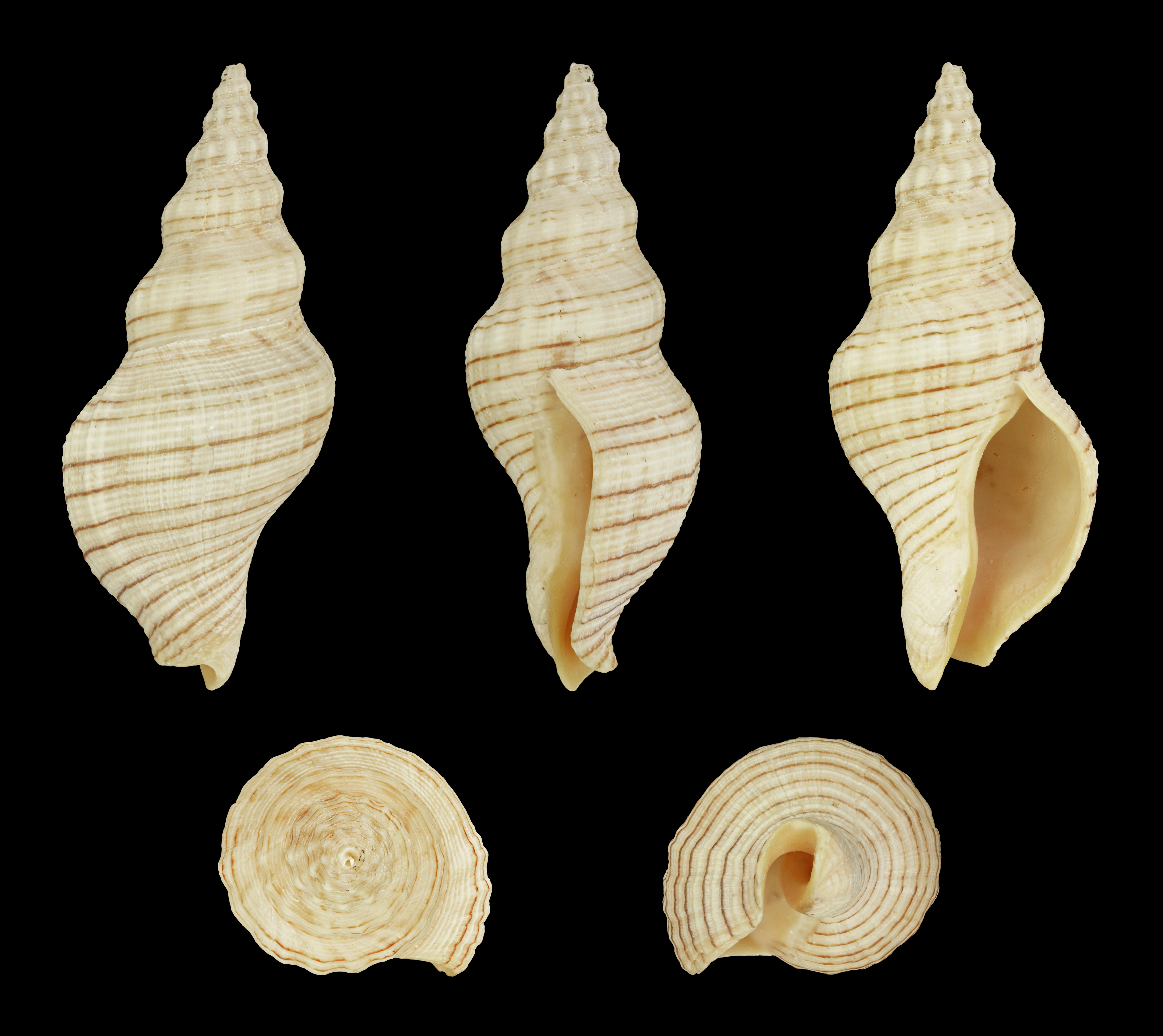
Molts gastròpodes tenen closques en espiral

Els mol·luscs presenten un rang de variació de les estructures corporals tan ampli que es fa difícil trobar característiques definitòries per aplicar a tots els grups moderns. Els dos trets més universals són el mantell amb una cavitat significativa emprada per a la respiració i l'excreció, i l'estructura del sistema nerviós. Com a resultat d'aquesta enorme diversitat, molts llibres de text basen les seves descripcions en un «mol·lusc generalitzat» hipotètic. A sobre té una única closca similar a la d'una pagellida, que està feta de proteïnes i quitina, reforçada amb carbonat de calci, i és secretada per un mantell que cobreix tota la superfície superior. La part ventral de l'animal consisteix en un únic «peu» muscular. Tot i que els mol·luscs són celomats, el celoma és molt petit, i la cavitat corporal principal és un hemocel a través de la qual circula la sang -el sistema circulatori dels mol·luscs és principalment obert. El sistema d'alimentació del «mol·lusc generalitzat» consisteix en una «llengua» raspadora anomenada ràdula i en un sistema digestiu complex en el qual el moc emanat i uns «pèls» microscòpics anomenats cilis juguen diversos papers importants. El «mol·lusc generalitzat» té dos parells de cordons nerviosos, o tres en bivalves. El cervell, en les espècies que en tenen, encercla l'esòfag. La majoria de mol·luscs tenen ulls, i tots tenen sensors que detecten químics, vibracions i el tacte. El tipus de sistema reproductor més simple de mol·luscs es basa en la fertilització externa, però n'hi ha més variacions complexes. Tots produeixen ous, els quals desclouen larves trocòfores, larves velígeres (més complexes), o adults en miniatura. Una característica sorprenent dels mol·luscs és l'ús del mateix òrgan per a diverses funcions. Per exemple: el cor i els nefridis («ronyons») són parts importants del sistema reproductor a més de ser-ho del sistema circulatori i excretor; en bivalves, les brànquies serveixen per a respirar, però també produeixen corrent d'aigua a la cavitat paleal, que és important per a l'excreció i la reproducció.
Els mol·luscs són animals de cos tou, en què es pot diferenciar la massa visceral, on s'allotgen els òrgans digestius, respiratoris i reproductors, i un peu musculós, que es fa servir per al moviment. Tenen una closca, però alguns han evolucionat fins al punt de perdre-la.
Per les grans variacions entre els diferents grups de mol·luscs, molts llibres de text comencen a tractar el tema descrivint un «mol·lusc generalitzat», que alguns suggereixen que podria assemblar-se als mol·luscs més antics i que és força similar als monoplacòfors actuals.
El mol·lusc generalitzat té una única closca similar a la d'una pagellida a la part superior. La closca és secretada per un mantell que cobreix la superfície superior. La part inferior consisteix en un únic «peu» muscular.
Els mol·luscs han desenvolupat tal varietat d'estructures corporals que és difícil trobar sinapomorfies (característiques definitòries) per aplicar-ne a tots els grups moderns.
Les següents estan presents en tots els mol·luscs moderns:
- La part dorsal de la paret del cos és un mantell que secreta espícules, plaques o conquilles calcàries. Se sobreposa al cos deixant suficient espai per a formar una cavitat del mantell.
- L'anus i els genitals s'obren a la cavitat del mantell.
- Hi ha dos parells de cordons nerviosos principals.[19]

### Elements anatòmics característics
La cavitat del mantell és un plec en el mantell que encabeix una quantitat significativa d'espai. Aquesta cavitat probablement estava a la part posterior dels primers mol·luscs, però aquesta posició actualment varia de grup a grup. L'anus, un parell d'osfradis (sensors químics), el parell de brànquies més posteriors i les obertures de sortida dels nefridis i les gònades (òrgans reproductors) són a la cavitat del mantell.
El mantell secreta una conquilla que està constituïda principalment per quitina i conquiolina (una proteïna endurida amb carbonat càlcic,
excepte la capa més exterior que està feta únicament de conquiloina. Els mol·luscs mai utilitzen el fosfat per a construir les parts dures, amb l'excepció qüestionable de Cobcrephora.
La conquilla és un element important en la identificació d'un mol·lusc i un òrgan molt conservat en tot l'embrancament. És característic el creixement d'aquesta massa calcificada, bé internament o quasi desapareguda en els cefalòpodes, o vistosa i aparent com en els gastròpodes i els bivalves.
Al cap hi ha tentacles, uns receptacles sensorials del tacte, l'olfacte i la visió. Dins la boca hi ha la ràdula, un òrgan comú a l'embrancament, que és una cinta amb milers de dents microscòpiques que utilitzen per a raspar els aliments i desfer-los per tal de poder-los ingerir.
La massa visceral conté tots els òrgans interns. La respiració és branquial, excepte en el cas dels cargols terrestres, que respiren pulmonarment. El sistema nerviós està desenvolupat i la cefalització és important en molts membres del grup, com ara el pop.
El peu és un múscul molt potent que s'encarrega del moviment. Els gastròpodes tenen una sola reptant, els bivalves en forma de falca i els cefalòpodes la tenen en forma d'embut.

## Taxonomia
Les opinions varien sobre el nombre de classes de mol·luscs -per exemple, la taula de sota en mostra vuit classes vivents,
i dues d'extintes. Tanmateix, alguns autors inclouen els Caudofoveata i Neomeniomorpha en una classe, els aplacòfors.
Dues de les classes comunaments reconegudes ho són només a partir de fòssils:
| Classe           | Organismes principals                                  | Espècies vivents descrites | Distribució                                   |
| Caudofoveata     | organismes similars a cucs                             | 120                        | llit marí 200-3000 m                          |
| Aplacophora      | Neomeniomorpha, organismes similars a cucs             | 200                        | llit marí 200 - 3.000 m                       |
| Polyplacophora   |                                                        | 1.000                      | zona mareal rocosa i llit marí                |
| Monoplacophora   | organismes similars a una pagellida                    | 31                         | llit marí 1.800 - 7.000 m}; una espècie 200 m |
| Gastropoda       | orelles de mar, nudibranquis, cargols, llimacs         | 70.000                     | marí, aigua dolça, terrestre                  |
| Cephalopoda      | calamars, pops, sèpies, nàutils                        | 900                        | marí                                          |
| Bivalvia         | ostres, musclos                                        | 20.000                     | marí, aigua dolça                             |
| Scaphopoda       |                                                        | 500                        | marí 6 - 7.000 m                              |
| Rostroconchia †  | fòssils; probables ancestres dels bivalves             | extint                     | marí                                          |
| Helcionelloida † | fòssils; organismes similars a cargols com Latouchella | extint                     | marí                                          |

## Registre fòssil

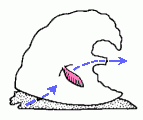
Es creu que Yochelcionella, un minúscul fòssil d'helcionèl·lid, era un mol·lusc primitiu

Hi ha proves convincents que els gastròpodes, els cefalòpodes i els bivalves aparegueren durant el Cambrià (fa entre 541 ± 1 i 485,4 ± 1,9 milions d'anys). Tanmateix, encara hi ha una controvèrsia tant sobre l'origen dels mol·luscs a partir del grup ancestral dels lofotrocozous com sobre la seva diversificació en les formes vivents i fòssils ben conegudes.
Encara es debat si alguns fòssils de l'Ediacarià i el Cambrià inferior pertanyen realment al grup dels mol·luscs. S'ha descrit Kimberella, de fa uns 555 milions d'anys, com a «similar als mol·luscs», però altres científics es limiten a definir-la com a «probable bilateral».
El debat sobre si Wiwaxia, de fa uns 505 milions d'anys, era un mol·lusc encara és més intens. La controvèrsia se centra en si el seu aparell bucal era una mena de ràdula o una estructura similar a la que tenen els cucs poliquets. Nicholas Butterfield, que classifica Wiwaxia com a no-mol·lusc, escrigué que alguns microfòssils més antics (de fa 515–510 milions d'anys) són fragments d'una autèntica ràdula similar a la dels mol·luscs, cosa que sembla contradir la idea que les ràdules dels mol·luscs ancestrals estaven mineralitzades.
Tanmateix, els helcionèl·lids, que apareixen per primera vegada en roques del Cambrià inferior (fa >540 milions d'anys) de Sibèria i la Xina, són classificats com mol·luscs primitius amb closca similar a la dels cargols. Així doncs, els mol·luscs amb closca sorgiren abans que els primers trilobits. Tot i que gairebé tots els fòssils d'helcionèl·lids només fan uns quants mil·límetres de llargada, se n'han trobat exemplars que mesuren uns quants centímetres, la majoria amb forma de pagellida. S'ha suggerit que els individus minúsculs són joves i els grossos són adults.
Algunes anàlisis han arribat a la conclusió que els helcionèl·lids foren els primers gastròpodes. Tanmateix, hi ha científics que no estan convençuts que aquests fòssils presentin signes clars de torsió, un fenomen anatòmic típic dels gastròpodes moderns en els quals els òrgans interns es giren a l'inrevés, de manera que l'anus queda per sobre del cap.
Durant molt de temps es cregué que Volborthella, representada per fòssils de fins a més de 530 milions d'anys d'antiguitat, era un cefalòpode, però el descobriment de fòssils més rics en detalls demostrà que no secretava la closca, sinó que la construïa a partir de diòxid de silici (sílice), i que la closca no estava dividida en diversos compartiments per septes com els dels cefalòpodes fòssils amb closca o els Nautilus d'avui en dia. La classificació de Volborthella és incerta. Actualment es creu que Plectronoceras, del Cambrià superior, és el fòssil més antic que pertany sense cap mena de dubte a un cefalòpode. Això és degut al fet que la seva closca tenia septes i un sifuncle, una tira de teixit que Nautilus utilitza per a expulsar l'aigua dels compartiments que evacua en créixer i que es pot observar en les closques d'ammonits fòssils. Tanmateix, tant Plectronoceras com altres cefalòpodes primitius reptaven pel fons marí en lloc de nadar, car la seva closca contenia «llast» en forma de dipòsits de pedres al que es pensa que és la part inferior, a més de ratlles i taques al que es creu que és la part superior.
A part dels nautiloïdeus, a finals del Cretaci (fa uns 65 milions d'anys) ja s'havien extingit tots els cefalòpodes amb closca exterior. D'altra banda, els coleoïdeus (calamars, sèpies i pops), que no tenen closca, són abundants avui en dia.